# رباعي أضلاع
في الهندسة الإقليدية المُستوية، رباعي الأضلاع أو اختصاراً الرُّباعيّ هو مضلعٌ ذو أربع حواف (أضلاعٍ) وأربعِ زوايا (رؤوس). يُرمز لرباعي الأضلاع التي رؤوسه {\displaystyle A,B,C,D} بالرمز: {\displaystyle \square ABCD}. رباعيات الأضلاع إما أن تكون بسيطة (ليست ذاتية التقاطع) أو مُركّبة (ذاتية التقاطع). جميع رباعيات الأضلاع البسيطة بالإمكان تبليط المستوى عبر دوران متكرر حول منتصفات أضلاعها.

## رباعيات بسيطة
يكون رُباعيُّ أضلاعٍ إمّا بسيطاً (لا يتَقَاطُع ذاتيا) أَو مركّبا (مُتقاطعٌ ذاتياً). ويكون رباعي الأضلاع البسيط إمّا محدبا أَو مقعّرا.

### رباعيات محدبة
رباعيات الأضلاع المحدّبة يمكن تبويبها إلى أقسام أخرى كالتّالي:
- رباعي أضلاع
- شبه منحرف (بالإنجليزية: trapezoid): واحد من زوجِ الجوانب المتعاكسة متوازية.
- شبه منحرف متساوي الساقين: اثنان من الجوانب المتعاكسة متوازية، الجانبان الآخران متساويان طولا، والاثنان مِنْ نهاياتِ كُلّ جانب متوازي لَهُ نظيرُ زاوية. هذا يُشيرُ ضمناً إلى أنَّ الأقطارَ عندهم طول متساوي.
- متوازي أضلاع (بالإنجليزية: Parallelogram): كلتا أزواج الجوانبِ المعاكسةِ متوازية. هذا يُشيرُ ضمناً إلى أنَّ جوانبَ معاكسةَ لَها طولُ مساويُ، زوايا معاكسة مساوية، والأقطار يَشْطرونَ بعضهم البعض. اضلاعه المتقابلة متقايسة وهو كلّ رباعي له ضلعان متقابلان متقايسان ومتوازيان.
- طائرة ورقية (بالإنجليزية: Kite): ضلعان مجاوران لهما طول مساوي، الجانبان الآخر لَهُم طولُ مساويُ. هذا يُشيرُ ضمناً إلى أنَ واحد من مجموعةِ الزوايا المعاكسة مساويةُ، والذي يَشْطرُ القطرَ واحد الآخرينَ بشكل عمودي يعرف هذا شكل بطائرة ورقية.
- المعين (بالإنجليزية: Rhombus): هو متوازي اضلاع فيه ضلعان متجاوران متساويان.
- مستطيل: كُلّ زاوية زاوية قائمة. هذا يُشيرُ ضمناً إلى أنَّ جوانبَ معاكسةَ متوازية ولها طولُ مساوي، والأقطار يَشْطرونَ بعضهم البعض وعِنْدَهُمْ طول مساوي.
- مربع (رباعي منتظم): أربعة جوانبِ لَها طولُ مساويُ، وكُلّ زاوية زاوية قائمة. هذا يُشيرُ ضمناً إلى أنَّ جوانبَ معاكسةَ متوازية، والتي يَشْطرُ الأقطارَ بشكل عمودي بعضهم البعض ومِنْ الطولِ المساويِ.
- رباعي دائري (بالإنجليزية: Cyclic quadrilateral): رباعي أضلاع تقع رؤوسه على دائرة واحدة.
- رباعي تماسي (بالإنجليزية: Tangential quadrilateral): رباعي أضلاع تمسُّ أضلاعه دائرة واحدة.
- رباعي ثنائي القطب (بالإنجليزية: Bicentric quadrilateral): رباعي أضلاع دائري وتماسي.

### رباعيات مقعرة

شجرة رباعيات الأضلاع

- ضد متوازي أضلاع (بالإنجليزية: Antiparallelogram).

## الزوايا
مجموع زاويا الرباعي يساوي 360 درجة. وهذا ناتج عن إمكانية تقسيم أي رباعي إلى مثلثين مجموع زوايا أي منهما يساوي 180 درجة.

## وصلات خارجية
- Varignon and Wittenbauer Parallelograms by Antonio Gutierrez from "Geometry Step by Step from the Land of the Incas"
- Van Aubel's theorem Quadrilateral with four squares by Antonio Gutierrez from "Geometry Step by Step from the Land of the Incas"
- Compendium Geometry Analytic Geometry of Quadrilaterals
- Quadrilaterals Formed by Perpendicular Bisectors
- Projective Collinearity in a Quadrilateral